# Bridgestone Doubles Championships 1983
Bridgestone Doubles Championships 1983 — жіночий тенісний турнір, що відбувся на закритих кортах з килимовим покриттям в Токіо (Японія). Належав до Світової чемпіонської серії Вірджинії Слімс 1983. Тривав з 28 березня до 3 квітня 1983 року.

## Фінальна частина

### Парний розряд, жінки
Біллі Джин Кінг /  Шерон Волш —  Кеті Джордан /  Енн Сміт 6–1, 6–1
- Для Кінг це був 1-й титул за рік і 167-й — за кар'єру. Для Волш це був 2-й титул за сезон і 13-й — за кар'єру.